# Acanthorhodeus chankaensis
Acanthorhodeus chankaensis är en fiskart som först beskrevs av Benedykt Dybowski 1872.  Acanthorhodeus chankaensis ingår i släktet Acanthorhodeus och familjen karpfiskar. Inga underarter finns listade i Catalogue of Life.